# Буллс-Геп (Теннессі)
Буллс-Геп (англ. Bulls Gap) — місто (англ. town) в США, в окрузі Гокінс штату Теннессі. Населення — 756 осіб (2020).

## Географія
Буллс-Геп розташований за координатами 36°15′42″ пн. ш. 83°4′42″ зх. д. / 36.26167° пн. ш. 83.07833° зх. д. (36.261714, -83.078338).  За даними Бюро перепису населення США в 2010 році місто мало площу 3,34 км², уся площа — суходіл.

## Демографія
Згідно з переписом 2010 року, у місті мешкало 738 осіб у 324 домогосподарствах у складі 223 родин. Густота населення становила 221 особа/км².  Було 367 помешкань (110/км²).
Расовий склад населення:
| - 98,0 % — білих - 0,3 % — чорних або афроамериканців |

До двох чи більше рас належало 1,1 %. Частка іспаномовних становила 0,7 % від усіх жителів.
За віковим діапазоном населення розподілялося таким чином: 22,4 % — особи молодші 18 років, 57,1 % — особи у віці 18—64 років, 20,5 % — особи у віці 65 років та старші. Медіана віку мешканця становила 42,7 року. На 100 осіб жіночої статі у місті припадало 88,7 чоловіків;  на 100 жінок у віці від 18 років та старших — 80,2 чоловіків також старших 18 років.
Середній дохід на одне домашнє господарство  становив 41 171 долар США (медіана — 37 000), а середній дохід на одну сім'ю — 47 526 доларів (медіана — 45 313). Медіана доходів становила 36 908 доларів для чоловіків та 26 250 доларів для жінок. За межею бідності перебувало 15,3 % осіб, у тому числі 25,9 % дітей у віці до 18 років та 8,7 % осіб у віці 65 років та старших.
Цивільне працевлаштоване населення становило 222 особи. Основні галузі зайнятості: виробництво — 27,9 %, освіта, охорона здоров'я та соціальна допомога — 20,3 %, транспорт — 11,3 %, роздрібна торгівля — 9,9 %.